# Hammerhütte und Hochofen Brausenstein

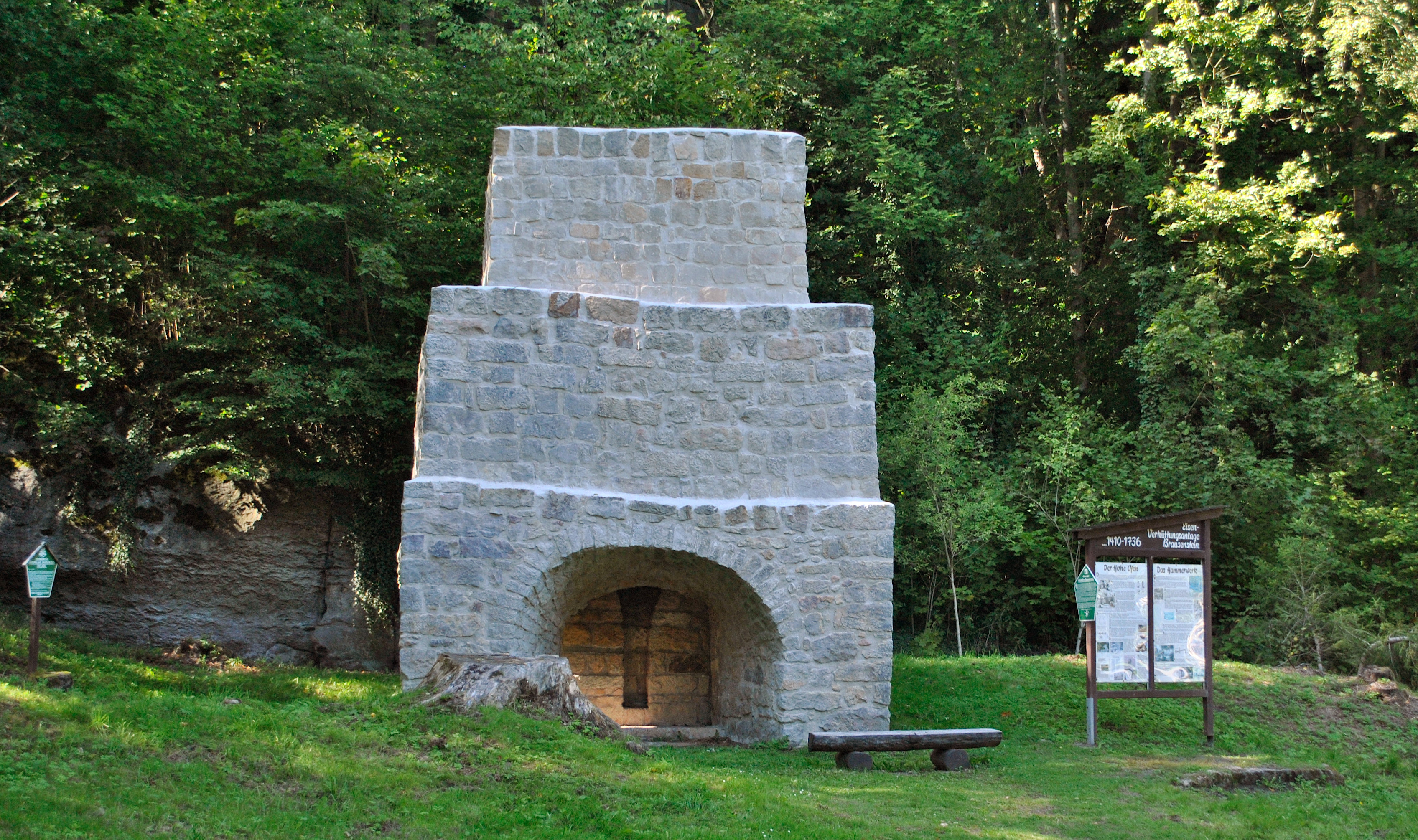
Hochofen Brausenstein (2019)

Die Hammerhütte Brausenstein war ein an der Biela in der Sächsischen Schweiz gelegener Eisenhammer. Hier wurde nachweislich zwischen 1410 und der ersten Hälfte des 18. Jahrhunderts Eisenerz verarbeitet. Der 1693 errichtete Hochofen ist heute der einzige erhaltene Sachzeuge der Produktionstechnik des Hammerhüttenwesens im gesamten Revier des sogenannten „Pirnisch Eisen“.

## Geschichte

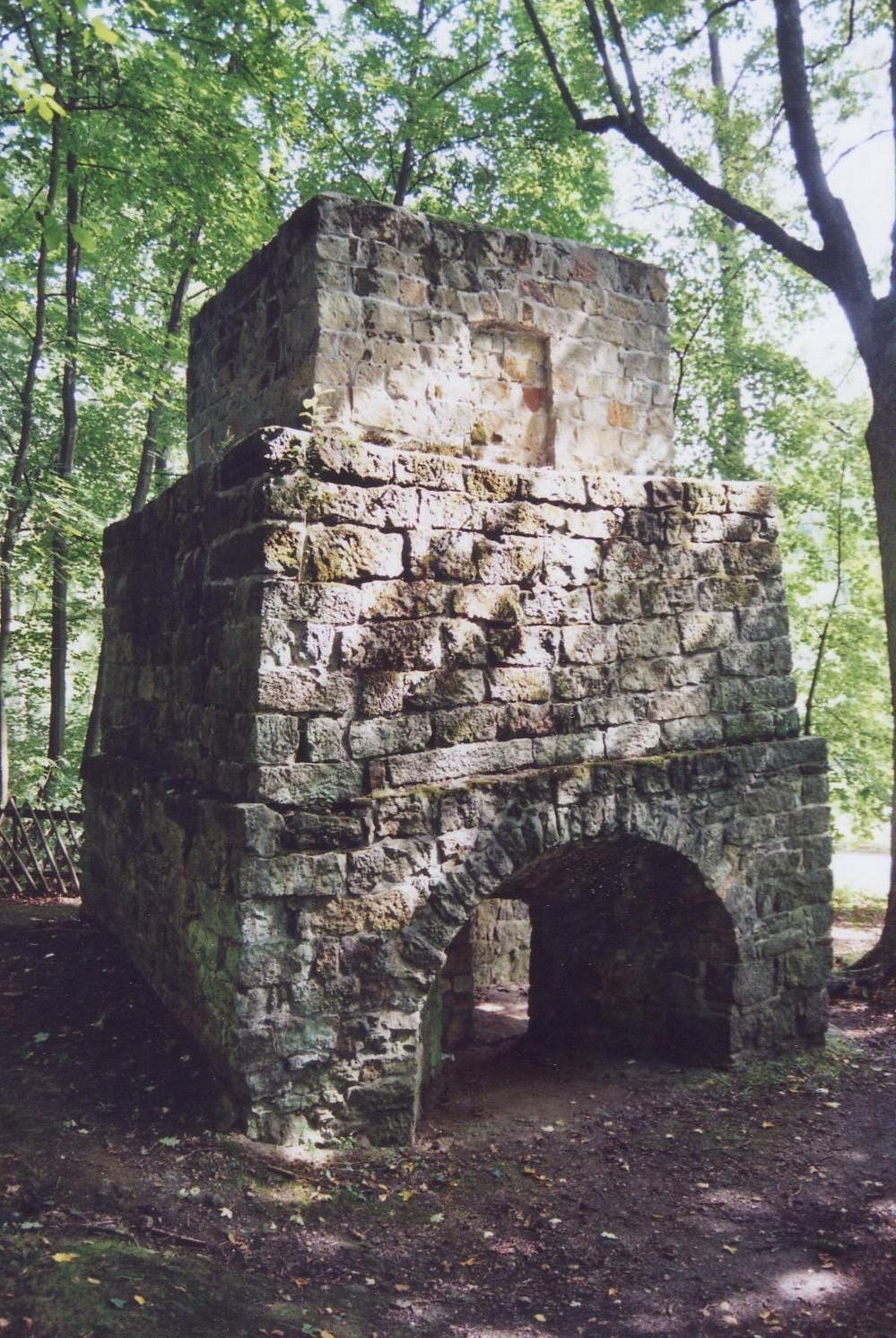
Der damals „Hoher Ofen“ genannte Hochofen liegt zwischen Felsen an der Biela (2006)

Die Hammerhütte Brausenstein war einer von insgesamt neun Eisenhämmern, die mittels der Wasserkraft der Biela das im nahen Berggießhübel geförderte Magneteisenerz verarbeiteten. Das Bielatal stellte aufgrund des hohen und relativ gleichmäßigen Wasserstandes einen bevorzugten Hüttenstandort dar. Die Anfuhr des Erzes erfolgte über ein Netz von Eisenstraßen.
Der Hammer Brausenstein wurde erstmals 1410 in einem Lehnbrief als hamer in dem Brussensteyn urkundlich genannt. Er befand sich damals bereits im Nachfolgebesitz, so dass die Anlage wahrscheinlich bereits im 14. Jahrhundert angelegt wurde. Mit der Einrichtung der Eisenkammer Pirna zählte Brausenstein ab 1472 zu den sogenannten „Amtshämmern“, die ihre Produktion nach Menge und Sortiment gemäß den Vorgaben des kurfürstlichen Eisenverwalters gestalten mussten. Dessen Produktionsvorgaben beliefen sich für Brausenstein um 1548 auf 27 Tonnen Eisen pro Jahr. Für das gleiche Jahr nennt das Pirnaer Amtserbbuch für Brausenstein nur einen besessenen (mit Grundbesitz ansässigen) Mann, den Hammermeister Peter Umblauff. Dieser verfügte für seine Hüttenarbeiter aber auch über einige „Arbeiterhäuslein“. Aus der Werkssiedlung entwickelte sich später die auf der westlichen Hochfläche über dem Bielatal gelegene kleine Siedlung Brausenstein.
1589 rühmte der Chronist Petrus Albinus in seiner Meißnischen Land- und Berg-Chronica die im Pirnaer Hinterland hergestellten Eisenprodukte (u. a. Kanonenkugeln, gusseiserne Ofenplatten, Siedepfannen) unter dem Begriff „Pirnisch Eisen“ als sehr hochwertig. Es ist allerdings nicht bekannt, ob Brausenstein bereits zur damaligen Zeit über einen Hochofen verfügte.
Mindestens seit 1621 war die Hammerhütte im Besitz der Familie Münch, die auch die Anlagen Oberhütte (Bielatal) und Kleppisch (Hellendorf) betrieb. Unter Christian Friedrich Münch wurde 1693 ein ca. 8 m hoher Hochofen in Brausenstein errichtet, der 1704 einen Teil der sogenannten großen Kugellieferung an das Dresdner Zeughaus lieferte. Am Hochofen selbst blieb die eingemeißelte Jahreszahl „1700“ erhalten. Bereits wenige Jahre später wurde der Hochofenbetrieb im Zusammenhang mit dem durch Hans Carl von Carlowitz 1713 angestoßenen Konzept der forstlichen Nachhaltigkeit und einer daraufhin 1731 erlassenen kurfürstlichen Holzordnung eingestellt. Als Zeitpunkt der Betriebseinstellung werden in verschiedenen Quellen die Jahre 1734, 1736 und 1750 genannt.
Das Werk verfiel danach und der Hochofen war bereits Anfang des 19. Jahrhunderts nur noch als Ruine vorhanden. Alle anderen zum Ofen gehörenden Anlagen (Gießhaus, Schlackenpochwerk, Kohlhaus, Waagehäuschen) blieben hingegen nicht erhalten, auch das eigentliche Hammerwerk ist heute nicht mehr vorhanden. Teilweise erhalten blieben jedoch die Beschickungsrampe, der Hammergraben, das Wasserradgefälle und der Verbindungsweg zur Werkssiedlung der Hüttenarbeiter (Dorf Brausenstein).

## Rekonstruktion des Hochofens
Nach der Stilllegung war der Hochofen dem Verfall preisgegeben. Erst der Landesverein Sächsischer Heimatschutz setzte sich im 20. Jahrhundert für den Erhalt des Bauwerks ein. Der Ausbruch des Zweiten Weltkrieges und die anschließende Nachkriegszeit verhinderte jedoch die Umsetzung geplanter Maßnahmen. Nachdem der Erhalt des letzten in der Region vorhandenen Hochofens durch illegale Baumaterialentnahme akut gefährdet war, konnte der Königsteiner Heimatforscher Harald Schurz Ende der 1960er Jahre den Pirnaer Museumsdirektor Karl Grumpelt und den Geologen Hans Prescher (ab 1972 Direktor des Museum für Mineralogie und Geologie Dresden und Vorsitzender des Arbeitskreises zur Erforschung der Sächsischen Schweiz in der Geographischen Gesellschaft der DDR) als Mitstreiter für den Erhalt des Hochofens Brausenstein gewinnen. Nach dem Erlass des Denkmalpflegegesetzes (1975) begann unter der Leitung des Generaldirektors des Stahlwerkes Riesa die Planung zur Rekonstruktion des Brausensteiner Hochofens. Die Arbeiten erfolgten von einer dreiköpfigen Baubrigade ab 1978 in Wochenendarbeit. Am 21. Juni 1980 konnte der rekonstruierte Hochofen eingeweiht werden. Vor dem Hochofen geben Informationstafeln einen Überblick über die Geschichte des Eisenhüttenwesens am Standort Brausenstein.
Im Jahr 2018 erfolgte eine erneute Sanierung des Hochofens, dabei wurde das Mauerwerk frisch verfugt und ein großer Riss saniert.

## Bedeutung
Der 1693 errichtete Hochofen Brausenstein ist heute der einzige erhaltene Sachzeuge der Produktionstechnik des Hammerhüttenwesens im gesamten Revier des sogenannten „Pirnisch Eisen“ (Eisenförder- und Verarbeitungsgebiet im Hinterland von Pirna). Er gehört zu den wenigen erhaltenen historischen Hochöfen im Gebiet der Neuen Bundesländer. Vergleichbare Anlagen sind nur noch an den Standorten Schmalzgrube (erhaltener Hochofen von 1659), Peitz (erhaltener Hochofen von 1809), Morgenröthe-Rautenkranz (erhaltener Hochofen von 1820/22) und Schmalkalden (Neue Hütte) (erhaltener Hochofen von 1835) vorhanden.